# Уллучара
Уллучара (рос. Уллучара) — село Акушинського району, Дагестану Росії.
Населення — 398 (2015).

## Населення
За даними перепису населення 2002 року в селі мешкало 331 особа. В тому числі 150 (45,32 %) чоловіків та 181 (54,68 %) жінка.
Переважна більшість мешканців — лакці (98 % усіх мешканців). У селі переважає лакська мова.
У 1959 році в селі проживало 562 особи.